# Бенце Ленжер
Бенце Ленжер (угор. Lenzsér Bence, нар. 9 квітня 1996, Дьєр) — угорський футболіст, захисник клубу «Пакш». Дворазовий володар Кубка Угорщини.

## Клубна кар'єра
Бенце Ленжер народився 1996 року в місті Дьєр, та є вихованцем футбольної школи місцевого клубу «Дьєр». У 2015 році Ленжер дебютував у професійному футболі виступами за команду «Пакш», де виступає протягом усієї кар'єри гравця. У складі команди в сезонах 2023—2024 і 2024—2025 років футболіст став володарем Кубка Угорщини.

## Виступи за збірні
У 2013 році Бенце Ленжер дебютував у складі юнацької збірної Угорщини віком до 18 років, загалом у збірній 18-річних гравців зіграв у 2 іграх.
У 2015 році Ленжер у складі юнацької збірної Угорщини віком до 20 років зіграв на тогорічному молодіжному чемпіонаті світу, на якому угорська збірна посіла третє місце.
Протягом 2015—2017 років Бенце Ленжер грав у складі молодіжної збірної Угорщини, за молодіжну збірну зіграв у 8 матчах.

## Титули і досягнення
- Володар Кубка Угорщини (2):

«Пакш»: 2023–2024, 2024–2025